# Кимирсенизм-кимчениризм
Кимирсенизм-кимчениризм (кор. 김일성-김정일주의?, 金日成金正日主義?) — государственная революционная идеология Корейской Народно-Демократической Республики, принятая 11 апреля 2012 года на IV конференции Трудовой партии Кореи. В основу идеологии положены идеи чучхе и сонгун и названа она в честь основателя северокорейского государства Ким Ир Сена и его сына Ким Чен Ира, что подчёркивает преемственность действующего лидера КНДР Ким Чен Ына политике своего деда и отца.

## История
Изначально основной доктриной было учение Ким Ир Сена — «кимирсенизм», который часто отождествлялся с чучхе, но после смерти Ким Чен Ира 17 декабря 2011 года идеология получила комплексное название — «кимирсенизм-кимчениризм». Впервые сам термин был использован Ким Чен Ыном в 2012 году, когда после смерти Ким Чен Ира появилась необходимость в разработке нового политического курса страны. Ким Чен Ын объединил две основные национальные идеи КНДР, расширив уже известное в КНДР понятие кимирсенизма. В 2013 году впервые в истории был подвергнут пересмотру главный идеологический документ — «Десять принципов установления единой идеологической системы» Корейской Народно-Демократической Республики. На первый план была выдвинута партия, а во все пункты, где упоминалось имя Ким Ир Сена, было добавлено имя Ким Чен Ира. Кимирсенизм-кимчениризм стал рассматриваться как руководящая идеология партии и свидетельство приверженности Ким Чен Ына курсу предшественников.

## Философия
В 2014 году на очередном съезде Трудовой партии Кореи (ТПК) Ким Чен Ын подчеркнул важность приверженности населения идеям «кимирсенизма-кимчениризма», которые ставят интересы нации превыше всего. Построение общества на основе этих идей становится официальной программой партии и первоочередной задачей государства. Кимирсенизм-кимчениризм продолжает идею развития и процветания корейской нации путем сохранения национальной идентичности и приверженности социализму и отражает внутренние стремления людей. По сути речь идет о построении идеального народного общества под знаменем кимирсенизма-кимчениризма, где ключевая роль в продвижении революции отводится партии. Также следует глубоко почитать великих вождей Ким Ир Сена и Ким Чен Ира и осуществлять партийную деятельность в соответствии с их идеями и волей. Идеи кимирсенизма-кимчениризма содержат конечную цель и задачи корейской революции, основные пути ее достижения, правильную стратегию и тактику воплощения социалистического идеала и повышения благ масс. Кимирсенизм-кимчениризм определяет взгляды на жизнь, которые должны быть приняты народом в настоящее время и направлена на достижение самостоятельности масс в борьбе за освобождение. Идеология представляет собой творческую теорию построения сильного и процветающего социалистического государства. На основе идей кимирсенизма-кимчениризма планируется завершить чучхейское революционное дело.